# 일본 내 반한 정서
일본 내 반한 정서는 일본에서 한국인이나 한국 문화에 대한 반대, 적대감, 증오, 불신, 두려움 및 전반적인 반감을 의미한다. 일본과 한국의 관계는 약 2천 년 전으로 거슬러 올라가며, 주로 문화 교류와 외교적 무역을 통해 형성되었다. 그러나 군사적 침략과 정치적 분쟁과 같은 주요 사건들이 부정적인 감정을 형성하는 데 중요한 요인이 되었다. 현재 일본 내 반한 감정의 많은 부분은 보수 정치인들과 극우 단체들로부터 비롯된다.

## 고대 시대
고대 일본과 한국의 관계는 중국, 일본, 한국의 고대 역사 기록에 따르면 최소한 4세기까지 거슬러 올라간다. 『수서』에 따르면, 신라와 백제는 고훈 시대의 왜와의 관계를 매우 중요하게 여겼으며, 한국의 여러 왕국들은 일본과의 우호적인 관계를 유지하기 위해 외교적 노력을 기울였다. 『삼국사기』에 따르면, 백제와 신라는 군사 원조를 받기 위해 왕자를 인질로 야마토 조정에 보냈다. 백제의 아신왕은 397년에 아들 전지를 보냈으며, 신라의 실성왕은 402년에 아들 미사흔을 보냈다. 또한 일본 출신의 호공은 신라 건국을 도운 인물로 전해진다. 『일본서기』에 따르면, 3세기에 신라는 왜(일본)의 군대에게 침략당했다. 한편, 한국의 광개토대왕비에 새겨진 기록에 따르면, 고구려 왕은 신라가 왜에게 침략당했을 때 이를 지원했으며, 왜와 동맹을 맺은 백제를 응징했다. 이 비문에는 또한 5세기 초 왜의 원정 기록도 남아 있다.
13세기와 14세기 몽골의 정복 전쟁 기간 동안, 고려 왕조는 몽골의 속국이 되었다. 몽골의 영향 아래에서 고려 사절단은 일본에 항복을 선언하기 위해 파견되었지만, 일본 측은 이를 거부했다. 이에 대한 대응으로 쿠빌라이 칸은 1274년과 1281년 두 차례 일본 원정을 감행했다. 비록 두 번의 정복 시도가 모두 실패로 돌아갔지만, 이 원정에 고려군이 주요하게 참여하면서 일본 내 반한 감정이 고조되었다.
조선 시대에 들어서도 왜구의 한반도 약탈이 빈번했으며, 이는 양국 간의 반감을 키우는 계기가 되었다. 결국 1592년, 도요토미 히데요시의 명령으로 일본 사무라이 군대가 조선을 침략했다. 임진왜란은 1598년까지 계속되었으며, 일본군이 철수하면서 많은 조선의 장인들이 일본으로 끌려갔다.

## 19-20세기
19세기 말 메이지 유신 기간 동안, 일본은 서구화를 추진하며 서구 열강의 침략에 대응하지 못한 중국을 이용할 기회를 엿보았다. 당시 한국은 중국의 조공국 역할을 하고 있었기 때문에, 일본은 한국에 대한 영향력을 확대하고자 『강화도 조약』을 체결하도록 강요했다. 이 조약을 통해 일본은 한국 내 일본 시민들에게 치외법권을 부여하고, 부산, 인천, 원산의 3개 항구를 일본 및 외국 무역에 개방하도록 하였으며, 한국이 외교적으로 중국으로부터 독립할 것을 요구했다.
그 후 수십 년 동안, 일본 제국은 한국 내 외국의 영향을 강제로 배제하며, 결국 1910년 대한제국을 강제 병합했다. 일본은 이후 1945년 제2차 세계대전이 끝날 때까지 한반도를 지배했다..
1923년 관동대지진 당시, 많은 한국인이 거주하던 지역에 광범위한 피해가 발생했으며, 지진 이후 일본 내에서 각종 소문이 확산되면서 지역 주민들이 과잉 반응을 보였다.
이러한 혼란 속에서 일부 일본인들 사이에서는 조선인이 우물에 독을 탔다는 소문이 퍼졌고, 결국 조선인들을 대상으로 한 집단 학살이 벌어졌다. 당시 일본인들은 조선인과 일본인을 구별하기 위해 shibboleth(시볼레스,발음구별법)으로 *ばびぶべぼ (ba bi bu be bo)*를 사용하였으며, 조선인들은 이를 올바르게 발음하지 못하고 *[pa, pi, pu, pe, po]*로 발음할 것이라고 가정했다. 이에 따라 테스트에 실패한 모든 사람들은 학살당했으며, 같은 이유로 해당 발음을 정확히 하지 못했던 중국인들 또한 무차별적으로 대량 학살당했다.
그 외에도 **"jū-go-en, go-jū-ssen" (15円 50銭, 15 yen, 50 sen)**과 **"gagigugego" (がぎぐげご)**와 같은 shibboleth이 사용되었다. 일본인들은 초기 g를 [ɡ]로, 중간 g를 [ŋ]로 발음하는 반면(이러한 구분은 최근 점차 사라지고 있음), 조선인들은 이를 각각 [k]와 [ɡ]로 발음하는 차이로 인해 식별 대상이 되었다.

## 제 2차 세계대전 이후 역사
2014년 4월, 시코쿠 순례길을 따라 13곳에서 반한(反韓) 스티커가 발견되었으며, 이에 대해 시코쿠 88개 사찰 순례 협회의 대변인이 강력히 비난했다.
2021년, 일본의 한 남성이 우지시 우토로 지역의 한인 마을에서 빈 집에 방화를 저질렀다. 불은 인근 건물로 번져 피해를 일으켰다. 그는 온라인에서 퍼진 반한 정서에 영향을 받아 한국인에 대한 증오심으로 범행을 저질렀다고 진술했으며, 재판에서 징역 4년형을 선고받았다.

### 북한
일본에서는 북한의 핵과 장거리 미사일 능력에 대한 우려가 크게 일고 있다. 이는 1993년, 1998년, 2006년의 미사일 시험 발사와 2006년의 지하 핵 실험이 주요 원인이다. 또한 1970년대와 1980년대에 북한 요원들에 의해 일본인들이 납치된 사건에 대해서도 논란이 있다.
일본 내에서 총련, 즉 조선총련은 북한과 관련된 일본 내 한인 조직으로, 일본 대중들로부터 지속적으로 논란을 일으켜왔다.

### 남한
현재 존재하는 반한 감정의 대부분은 현대적인 태도와 관련이 있다. 2002년 FIFA 월드컵 당시, 일본과 한국의 팬들 사이에서 충돌이 발생했다. 양측은 온라인 게시판에 서로를 향한 인종차별적인 메시지를 게시하기도 했다. 또한, 두 나라 간의 경쟁으로 인해 대회를 어떻게 주최할 것인지에 대한 논란도 있었다.
한류, 즉 한국 대중문화의 수출은 일본 사회의 일부에서 부정적인 감정을 일으켰다. 보수적인 시각을 가진 많은 일본 시민들과 일부 극우 민족주의 단체들은 2채널을 통해 반한류 시위를 조직했다. 2011년 8월 9일, 2,000명 이상의 시위대가 도쿄 오다이바에 위치한 후지 TV 본사 앞에서 한국 드라마 방송에 반대하는 시위를 벌였다. 그 이전인 2011년 7월, 일본의 전 배우 타카오카 소스케는 한국 드라마의 유입에 대한 비판을 트위터에 올린 이유로 스타더스트 프로모션에서 해고당했다. 2채널에서의 한국인에 대한 일반적인 인식은 부정적이며, 사용자들은 한국인을 폭력적이고 비윤리적이며 비이성적인 존재로 묘사하며, 일본에 대한 ‘위협’으로 간주하고 있다. 사용자들은 종종 한국의 전통 음식에서 개고기를 사용하는 등의 한국인에 대한 고정관념을 언급한다.
미국 평화연구소는 일본과 한국 간의 분쟁이 반한(反韓) 외국인 혐오증에서 비롯되었다고 분석했다. 그들의 분석에 따르면, 일본의 반복적인 역사적 부정주의, 영토 분쟁, 그리고 외교적 합의의 실패는 모두 반한 외국인 혐오증의 발현으로 볼 수 있다. 많은 일본인들이 한국인들을 열등하고 신뢰할 수 없는 존재로 인식하고 있다고 한다.

#### 혐한(반한)서적
일본의 서점에서는 Kenkan(嫌韓)(즉, "한국인에 대한 혐오") 서적들이 별도로 구분되어 배치되며, Kenkan은 하나의 서적 장르로 인식되고 있다. 반면, Hyomil(혐일)(즉, "일본인에 대한 혐오") 서적은 한국의 서점에서는 찾아볼 수 없다. 한국의 미디어는 일본의 "한국에 대한 혐오"와 한국의 "반일(反日)"을 동일시할 수 없다고 지적한다. 한국에서 "반일"은 반제국주의적인 맥락에서 일본을 배격하는 것을 의미하며, 혐일(嫌日)은 국적을 포함한 모든 맥락에서 일본을 배척하는 것으로 구별된다. 하지만 일본에서는 "반한"(反韓)과 "혐한"(嫌韓)을 엄격히 구분하지 않는다. 일본에는 Zaitokukai와 같은 혐한 인종차별 단체(우익 단체)가 존재하지만, 한국에는 혐일 인종차별 단체는 존재하지 않는다. 따라서 한국 미디어는 일본 사람들이 **한국의 "反日"**과 **일본의 "嫌韓"**을 동일 선상에서 비교하는 것에 반대한다.
Sharin Yamano의 만화 Kenkanryu(일명 "한류 혐오 만화")는 이러한 문제들을 다루면서 한국에 대한 다양한 주장과 주장을 펼친다.

#### 영토분쟁
주요 서적:
리앙쿠르 암초에 대한 영토 분쟁도 분노를 일으키는 원인 중 하나다.

#### 2019-2020 일본-한국 무역 분쟁
추가 정보:

## 역사 수정주의
한국 언론은 일본 사람들이 한국 피해자들에 대한 역사 수정주의를 지지하며, 제2차 세계대전에서의 일본 전쟁 범죄 문제에 대해 중국 피해자들에게는 사과하는 반면, 한국 피해자들에게는 그렇지 않다고 비판했다. 이는 또한 중국인과 일본인이 한국인보다 인종적 특권을 가지고 있으며, 중국과 한국 간의 국가적 힘의 차이와 관련이 있다.

### 위안부 문제
추가 정보: Comfort woman
일부 좌파 사회주의 정치당(주로 사회민주당과 일본공산당)을 제외하고, 일본의 주요 정치인들과 정치당들은 위안부 문제에 대해 역사 수정주의적인 인식을 가지고 있는 경우가 많다. 기시다 후미오는 독일 정부에 베를린 평화의 소녀상 철거를 요청했으며, 이는 한국에서 상당한 논란을 일으켰다. 자유민주당과 진보적인 헌법민주당을 포함한 보수적인 정치세력은 한국 정부에 평화의 소녀상 철거를 요청하기도 했으며, 일부는 일본 정부가 한국 여성들을 강제로 성노예로 삼았다는 증거가 없다고 주장하기도 했다.

### 일본 교과서 수정주의
주요 서적: Japanese history textbook controversies
1982년 6월 26일, 일본의 교과서 검토 과정이 언론의 집중 조명을 받으면서 논란에 휘말렸다. 일본과 이웃 국가들의 언론은 교육부 장관이 요구한 교과서 내용 수정에 대해 광범위하게 보도했다. 교육부의 전문가들은 제2차 세계대전 전후 일본의 침략에 대한 교과서 내용을 부드럽게 수정하려고 했다. 예를 들어, 1937년 일본의 중국 침략은 "진격"으로 바뀌었으며, 난징 함락에 대한 서술은 중국의 도발이 일본의 만행을 초래했다고 정당화했다. 중국의 압력은 교육부가 새로운 교과서 승인 기준인 "이웃 국가 조항"(近隣諸国条項)을 채택하게 하는 데 성공했다. 이 조항은 "교과서는 이웃 아시아 국가들과 관련된 현대 및 근대 역사 사건에 대해 이해를 보여주고 국제적 화합을 추구해야 한다"고 명시하고 있다.
2006년, 일본 교과서에서는 리앙쿠르 암초를 일본의 영토로 명시했다. 이 섬은 일본과 한국이 모두 영유권을 주장하는 분쟁 지역이다. 2007년 5월 9일, 한국 교육부 장관 김신일은 이부키 분메이 교육부 장관에게 항의 서한을 보냈다. 3.1 운동 88주년 기념 연설에서 한국 대통령 노무현은 일본이 위안부 강간에서부터 리앙쿠르 암초의 한국 영유권까지 논란이 되는 주제에 대해 교과서를 수정할 것을 촉구했다.

## 정치
한겨레는 신조 아베와 일본회의가 이끄는 우익 민족주의를 "혐한 민족주의"로 비판하며, 영어 칼럼에서 이를 다뤘다. 또한 신조 아베가 혐한 극단주의적 성향을 가진 유치원들에 지원을 제공했다는 의혹도 제기되었다.
거의 모든 주요 한국 언론은 자유민주당과 그 정치인들이 혐한 정서를 표현한다고 지적하며, 이 당의 주요 지지층이 "혐한"이라고 평가하고 있다.
오늘날 일본의 일부 우익 단체들은 일본 내 거주하는 재일 한국인을 겨냥하고 있다. 그 중 하나인 재특회(Zaitokukai)는 인터넷에서 조직된 단체로, 한국 학교에 대한 거리 시위를 주도했다.
2010년 3월 27일, 일본-한국 병합 100주년을 맞아 당시 일본 정부개혁 담당 대臣이었던 에다노 유키오는 "중국과 한국의 침략과 식민지화는 역사적으로 불가피했다... 왜냐하면 중국과 한국이 스스로 근대화할 수 없었기 때문이다"라고 발언했다. 에다노 유키오는 일본에서 진보 정치인으로 알려져 있다.
일본의 전 총리 신조 아베는 일부 전문가들에 의해 일본 사회에서 혐한 외국인 혐오를 부추긴 인물로 비판받았다. 많은 한국인들은 신조 아베를 도널드 트럼프보다 더 극단적인 우익 정치인으로 인식했다. 그는 일본 밖에서 "트럼프 이전의 트럼프"라고 불리기도 했다.
한국 언론에 따르면, 대부분의 일본인들과 거의 모든 주요 일본 언론은 한국 정치에 대한 견해가 편향적이며 한국의 진보적 정치인들을 부정적이고 혐오적인 방식으로 묘사한다고 비판한다. 한국 언론에 의하면, 일본의 진보적 언론으로 알려진 아사히 신문조차도 문재인 정부에 대해 편향적이고 모욕적인 표현을 사용해 보도했다고 한다.
2022년 1월, 마이클 J. 그린에 따르면, 2022년 한국 대선 후보들은 일본과의 관계 개선에 대한 의향을 표명하고 있지만, 일본 정치 지도자들은 그렇지 않다고 분석했다.

## 관련 항목
- Anti-Chinese sentiment in Japan(일본 내 반중 정서)
- History of Japan–Korea relations(일-한 관계의 역사)
- Japan–Korea disputes)

## 참고 문헌
1. ↑  Tong, Kurt W, Anti-Korean sentiment in Japan and its effects on Korea-Japan trade, Center for International Studies, MIT Japan Program, Massachusetts Institute of Technology, 1996
2. ↑  Chinese History Record Book of Sui, Vol. 81, Liezhuan 46 : 隋書 東夷伝 第81巻列伝46 : 新羅、百濟皆以倭為大國，多珍物，並敬仰之，恆通使往來 "Silla and Baekje both take Wa to be a great country, with many rare and precious things; also [Silla and Baekje] respect and look up to them, and regularly send embassies there." “Archived copy”. 2004년 12월 21일에 원본 문서에서 보존된 문서. 2006년 4월 29일에 확인함.
3. ↑  Korean History Record Samguk sagi : 三國史記 新羅本紀 : 元年 三月 與倭國通好 以奈勿王子未斯欣爲質
4. ↑  Korean History Record Samguk sagi : 三國史記 百済本紀 : 六年夏五月 王與倭國結好 以太子腆支爲質 秋七月大閱於漢水之南　아신왕 - 삼국사기 백제본기- 디지털한국학. 2008년 5월 12일에 원본 문서에서 보존된 문서. 2008년 5월 12일에 확인함.
5. ↑  Korean History Record Samguk sagi :三國史記 卷第一 新羅本紀第一 始祖赫居世, 瓠公者 未詳其族姓 本倭人
6. ↑  Sakamoto (1967:336-340)
7. ↑  Mohan, Pankaj N (2004). “Rescuing a Stone from Nationalism: A Fresh Look at the Kwanggaeto Stele of Koguryo”. 《Journal of Inner and East Asian Studies》 1: 89–115.
8. ↑  元寇 (일본어). Japan Knowledge. 2022년 10월 5일에 원본 문서에서 보존된 문서. 2023년 1월 29일에 확인함.
9. ↑  “Joint project celebrating the 50th anniversary of Japan-Mongolia diplomatic relations. Relations between Japan and Mongolia in the 13th century”. National Archives of Japan. 2022년 8월 25일에 원본 문서에서 보존된 문서. 2023년 1월 29일에 확인함.
10. ↑  “Treaty of Annexation”. 《USC-UCLA Joint East Asian Studies Center》. 2007년 2월 11일에 원본 문서에서 보존된 문서. 2007년 2월 19일에 확인함.
11. ↑  Weiner, Michael A. (1989). 《The origins of the Korean community in Japan, 1910–1923》. Manchester: Manchester University Press. 164–188쪽. ISBN 978-0-7190-2987-5.
12. ↑  Cybriwsky, Roman (1991). 《Tokyo: The Changing Profile of an Urban Giant》. London: Belhaven Press. 81쪽. ISBN 978-1-85293-054-7.
13. ↑  “Anti-Korean stickers posted at several points along Shikoku pilgrimage route”. 《Japan Today》 (영어). 2014년 4월 11일. 2022년 4월 6일에 원본 문서에서 보존된 문서.
14. ↑  “Man given 4 years in prison for arson in Korean community in Kyoto”. 《Kyodo News+》. 2022년 8월 30일. 2023년 9월 19일에 확인함.
15. ↑  Tokunaga, Takeshiro (2022년 8월 30일). “Man gets 4 years in prison for arson in ethnic Korean district”. 《The Asahi Shimbun》 (영어). 2023년 9월 19일에 확인함.
16. ↑  “Abductions of Japanese Citizens by North Korea”. 《Ministry of Foreign Affairs of Japan》 (영어). 2020년 11월 27일에 확인함.
17. ↑  Tetsuaki, Otaki (2022년 11월 22일). “Students at Korean schools harassed over missile launches”. 《The Asahi Shimbun》 (영어). 2023년 5월 5일에 확인함.
18. ↑  “Japan's alt-right groups hold rallies vs. Korean pop culture”. 《The Dong-A Ilbo》. 2011년 8월 9일. 2011년 8월 11일에 확인함.
19. ↑  “Hundreds of Japanese Protest Against Korean Wave”. 《The Chosun Ilbo》. 2011년 8월 9일. 2011년 9월 12일에 원본 문서에서 보존된 문서. 2011년 8월 11일에 확인함.
20. ↑  Rumi Sakamoto (2011년 3월 7일). “'Koreans, Go Home!' Internet Nationalism in Contemporary Japan as a Digitally Mediated Subculture”. 《The Asia-Pacific Journal: Japan Focus》. University of Auckland.
21. ↑  Mclelland, Mark (December 2008). “'Race' on the Japanese internet: discussing Korea and Koreans on '2-channeru'”. 《New Media and Society》 10 (6): 811–829. CiteSeerX 10.1.1.691.4872. doi:10.1177/1461444808096246. S2CID 10037117.
22. ↑  “How to Address the Racism at the Heart of Japan-South Korea Tensions”. United States Institute of Peace. 2023년 1월 17일. 2023년 1월 17일에 원본 문서에서 보존된 문서. 2023년 5월 2일에 확인함. Anti-Korean racism is at the heart of historic and unresolved tensions between Japan and South Korea. It will be near impossible to resolve disputes like the comfort women issue without addressing this racism. This is because the difficulty in reaching a consensus on the Japanese side often derives from the underlying tendency among many Japanese to view Koreans as "inferior" and "untrustworthy." U.S. actors, including officials, businesses and academics, should understand the consequences of the important role they have played in perpetuating such prejudice and help right this wrong. ... We tend to think of Korean-Japanese tensions in terms of topic areas, such as Japan's recurring historical denialism, the territorial dispute and the failure of diplomatic arrangements. But these tensions are largely manifestations of racism, not the cause of it, and they will persist as long as racism itself remains unaddressed.
23. ↑  "아니, 이게 없다니…" 한국 서점 둘러보고 깜짝 놀란 일본 정치평론가. 중앙일보. 2017년 7월 12일. 2023년 2월 25일에 확인함.
24. ↑  일본인 폭행·일본 차량 훼손 사건에 '혐일' 우려 목소리↑…"한국사회 전반적 분위기 아냐". 투데이신문. 2019년 8월 28일. 2023년 4월 29일에 확인함.
25. ↑  "아니, 이게 없다니…" 한국 서점 둘러보고 깜짝 놀란 일본 정치평론가. 중앙일보. 2017년 7월 12일. 2023년 2월 25일에 확인함.
26. ↑  일본의 혐한, 한국의 반일. The Hankyoreh. 2016년 10월 7일. 2022년 1월 22일에 확인함.
27. ↑  중국 노동자 피해보상 미쓰비시, 한국 피해자는 외면하나. 연합뉴스. 2015년 7월 24일. 2023년 3월 6일에 확인함.
28. ↑  일, 강제노역 사과 중국에만···반크 "사도광산 유네스코 등재 반대". 《Kyunghyang Shinmun》. 2022년 7월 23일. 2022년 11월 29일에 확인함.
29. ↑  기시다, 독일 총리에 소녀상 철거 요청…"반응 안 좋아"(종합2보) [Kishida called on the German Chancellor to remove the Statue of Peace... Kishida said, ""[German Chancellor] did not respond well."]. 《연합뉴스》. 2022년 5월 11일.
30. ↑  일본 극우, 도쿄에서 '위안부 피해자 모욕' 행사 개최 ... "짐승만도 못한 짓" 비판. 《경향신문》. 2022년 5월 27일.
31. ↑  Murai Atsushi, "Abolish the Textbook Authorization System", Japan Echo, (Aug. 2001): 28.
32. ↑  "Ed. Minister Protests Distortions in Japanese Textbooks" 보관됨 5월 13, 2007 - 웨이백 머신, The Chosun Ilbo, May 10, 2007.
33. ↑  "Roh Calls on Japan to Respect Historical Truth" 보관됨 3월 13, 2007 - 웨이백 머신, The Chosun Ilbo, Mar.2, 2007.
34. ↑  “How Abe and the ruling class of Japan have stirred up anti-Korean nationalism”. 《The Hankyoreh》. 2019년 8월 5일. 2022년 9월 29일에 확인함.
35. ↑  “Vox - Inside North Korea's bubble in Japan (Timestamp 11:30)”. 《YouTube》. 2017년 10월 31일.
36. ↑  “Vox - Inside North Korea's bubble in Japan (Timestamp 11:30)”. 《YouTube》. 2017년 10월 31일.
37. ↑  "일본 전철에 한글 표기는 낭비" 日 정치인 혐한 트윗. YTN. 2019년 7월 22일.
38. ↑  "한국은 약속이라는 개념이 없다"… 日정부, 혐한 분위기 팽배. 조선일보. 2021년 2월 15일.
39. ↑  "일방적 구애" 대일 저자세 외교…과정도 결과도 부적절했다. The Hankyoreh. 2022년 9월 23일. 기시다 총리로선 확실한 지지기반인 '반한·혐한' 세력의 반대를 무릅쓰고, 한-일 관계 개선을 위한 정상회담에 나설 국내 정치적 동기가 약하다는 뜻이다.
40. ↑  Martin Fackler, August 28, 2010, New Dissent in Japan Is Loudly Anti-Foreign, New York Times
41. ↑  [서울신문] [사설] 되풀이되는 日 고위직 망언 구제불능인가. 《Seoul Shinmun》. 2010년 3월 29일. 2016년 1월 2일에 확인함.
42. ↑  Adelstein, Jake (2022년 7월 8일). “Shinzo Abe Was 'Trump Before Trump'—Except He Pulled It Off”. 《The Daily Beast》 (영어). 2022년 7월 8일에 원본 문서에서 보존된 문서. 2022년 7월 10일에 확인함. His authoritarian legacy will live on for decades to come, and in retaining power, he even trumped Trump. ... During his exile from power, Abe and his cabinet members allied with anti-Korean and other xenophobic groups. Abe drummed up anti-Korean sentiment to bolster his support, and made sure his allies did the dog-whistles while he kept his hands clean. While Trump portrayed immigrants as the boogeyman threatening Japan; Abe latched onto deep-rooted anti-Korean sentiment, towards both the Korean residents of Japan who stayed after the war and citizens of South and North Korea, former colonies of Japan. He appointed Eriko Yamatani, a woman closely associated with the flamingly anti-Korean group Zaitoku-Kai, to be the head of the National Public Safety Commission that oversees the National Police Agency.
43. ↑  Adelstein, Jake (2022년 7월 8일). “Shinzo Abe Was 'Trump Before Trump'—Except He Pulled It Off”. 《The Daily Beast》 (영어). 2022년 7월 8일에 원본 문서에서 보존된 문서. 2022년 7월 10일에 확인함. His authoritarian legacy will live on for decades to come, and in retaining power, he even trumped Trump. ... During his exile from power, Abe and his cabinet members allied with anti-Korean and other xenophobic groups. Abe drummed up anti-Korean sentiment to bolster his support, and made sure his allies did the dog-whistles while he kept his hands clean. While Trump portrayed immigrants as the boogeyman threatening Japan; Abe latched onto deep-rooted anti-Korean sentiment, towards both the Korean residents of Japan who stayed after the war and citizens of South and North Korea, former colonies of Japan. He appointed Eriko Yamatani, a woman closely associated with the flamingly anti-Korean group Zaitoku-Kai, to be the head of the National Public Safety Commission that oversees the National Police Agency.
44. ↑  트럼프와 포옹한 이용수 할머니, 일본에 일침 "참견 마라" [Elderly lady [[Lee Yong-soo (activist)|Lee Yong-soo]] hugged Trump. ... She spoke strongly to the Japan's [right-wing Japanese nationalist government] "Don't interfere"]. 《중앙일보》. 2017년 11월 9일. 2023년 4월 22일에 확인함. URL과 위키 링크가 충돌함 (도움말)
45. ↑  문정인 "바이든이 미 대통령 되면 북한 문제 풀기 어려워" [[[Moon Chung-in]] said, "If Biden [not Trump] becomes the U.S. president, it will be difficult to solve the North Korean problem".]. 동아일보. 2020년 7월 3일. 2023년 3월 21일에 확인함. URL과 위키 링크가 충돌함 (도움말)
46. ↑  아베는 철저히 '아름다운 일본'을 고수했다. 경향신문. 2021년 7월 25일. 2023년 4월 24일에 확인함. 한국에서 아베 전 총리는 흔히 극우 정치인 내지 일본 극우 세력의 핵심 인물로 여겨진다. 국제사회의 평가는 다르다. 아베 전 총리의 부고를 전하는 서구권 외신 기사 대부분은 "일본 전시 역사에 대한 모호한 태도와 안보에 대한 강경한 자세로 한국과의 갈등을 초래했다"(워싱턴포스트)고 짚으면서도 그를 '극우'로 여기는 경우는 많지 않다. "트럼프와 같은 민족주의자는 아니었으나 극우 세력의 사랑을 받았다"(시애틀타임스)는 정도로 표현한다.
47. ↑  Adelstein, Jake (2022년 7월 8일). “Shinzo Abe Was 'Trump Before Trump'—Except He Pulled It Off”. 《The Daily Beast》 (영어). 2022년 7월 8일에 원본 문서에서 보존된 문서. 2022년 7월 10일에 확인함. His authoritarian legacy will live on for decades to come, and in retaining power, he even trumped Trump. ... During his exile from power, Abe and his cabinet members allied with anti-Korean and other xenophobic groups. Abe drummed up anti-Korean sentiment to bolster his support, and made sure his allies did the dog-whistles while he kept his hands clean. While Trump portrayed immigrants as the boogeyman threatening Japan; Abe latched onto deep-rooted anti-Korean sentiment, towards both the Korean residents of Japan who stayed after the war and citizens of South and North Korea, former colonies of Japan. He appointed Eriko Yamatani, a woman closely associated with the flamingly anti-Korean group Zaitoku-Kai, to be the head of the National Public Safety Commission that oversees the National Police Agency.
48. ↑   보관됨 8월 29, 2020 - 웨이백 머신, Ex-adviser Steve Bannon says Abe was 'Trump before Trump,' urges him to play hardball with China, Japan Times, 8 March 2019.
49. ↑  아사히신문 마저도 '문재인 정권' 탓. 《피렌체의 식탁》. 2020년 1월 7일. 2023년 3월 20일에 확인함.
50. ↑  “"문재인, 비참한 말로", "文, 목숨을 구걸하나"...벌거벗은 日언론”. 《Seoul Shinmun》. 2022년 4월 22일. 2023년 3월 20일에 확인함.
51. ↑  “日 아사히, 한국은 '후미에(踏み絵)', 문 정부는 사면초가”. 《Seoul Shinmun》. 2019년 6월 26일. 2023년 5월 2일에 확인함.
52. ↑  청와대, 일본 아사히신문에 이례적으로 '무기한 출입정지'. 중앙일보. 2018년 5월 18일. 2023년 3월 20일에 확인함.
53. ↑  "한국 대선 결과, 바이든 행정부 아시아 정책에 상당한 영향". Voice of America. 2022년 1월 27일.

내용주
1. ↑  Most South Korean liberals take the view that the Japanese government should provide proper individual compensation for the South Korean victims of Japanese war crimes. In contrast, many Japanese take the view that the compensation issue has already been closed due to the Treaty on Basic Relations Between Japan and the Republic of Korea. This is an element of the Japan-Korea conflict.